# 雅科夫利夫卡 (巴什坦卡區)
47°10′6″N 32°55′51″E / 47.16833°N 32.93083°E
雅科夫利夫卡（烏克蘭語：Яковлівка），是烏克蘭南部的村莊，隸屬尼古拉耶夫州的巴什坦卡區。該村始建於1795年，面積0.28平方公里，海拔高度9米，2001年人口165，人口密度每平方公里581人。